# CECA特殊化工
CECA化工（法語：Ceca chimie de spécialités）是法國一家化工公司。

## 產品
CECA化工产品有七类：
- 沥青添加剂
- 磷类特殊产品
- 油气添加剂产品
- 石油过滤器
- 石油活性炭
- 分子筛（合成泡沸石）
- 特殊表面活性剂

## 历史
- 1924 :S.R.E.P, Empain集团属下的石油研究和开采公司，是最早开采天然气矿藏的公司之一。为使天然气脱石油，提纯，公司需要进口石油活性炭。

- 1928 : 当石油活性炭的采购量增加到公司需要考虑自身生产的时候，石油研究和开采公司（S.R.E.P）成立了炭化和石油活性炭公司（CECA）。CECA最初的生产活动只限于石油活性炭的生产以及吸附现象在不同领域的应用推广。随后，CECA又对其他吸附剂的生产制作，新的使用方式和使用这些吸附剂所必需的辅助产品的生产产生了兴趣。逐渐地，公司在不同的技术领域中获得的经验（在气体和液体阶段的吸附技术，液体和固体的过滤）使得它可以从事空气除尘，水处理，甚至是石油加工方面的业务。

- 1975 : 在Pierrefitte-Auby和CECA兼并的基础上，成立了CECA有限公司（CECA SA）。
- 1981 : CECA的全资股东即巴黎银行（Paribas）因无意于在化工方面发展而为其子公司寻求买主。
- 1981年8月： 埃尔夫阿奎坦集团公司（Elf Aquitaine）购买了CECA公司
- 1985 : 埃尔夫阿奎坦集团（Elf Aquitaine）对它的精细化工和特殊化工分支进行了重组。罗赛洛公司（ROISSELOT）（于1977年成为Atochem属下全资子公司的一个家族企业）在CECA和SANOFI-BIO之间出现了。
- 1986 : CECA将其总部设在拉德芳斯中心（La Défense）.
- 1987 : CECA购买了BARNIER公司（Borden Chemicals部分）的特殊化工分支并将其并入DPC
- 1988 : Elf Aquitaine集团正在对其活动（吸附部门）进行新的重组：CECA将专注于吸附剂（活性炭和分子筛）的开发、生产和供应，DEC (Dynamic Environmental Corporation) 将专注于工程环境和可持续应用，并将开发用于CECA开发的吸附剂现场再生的创新和先进技术。 DEC 通过气相吸附 (SRU) 接管了 CECA 现有的溶剂回收装置 (VOC) 客户群，继承了现有 SRU 和相关工程、施工和服务活动（改造和改造）的完整参考。
- 1989 : CECA有限公司（CECA SA）购买了Gerland公司的化工分支。
- 1990 : M&T化工公司为Elf Atochem公司带来了塑料添加剂和工业产品的销售业务。
- 2000 : 随着TOTAL FINA和埃尔夫公司（ELF）的兼并，阿托菲纳公司（ATOFINA）诞生了。CECA（CECA SA）隶属于TOTAL FINAELF集团的化工分支。
- 2003 : TOTAL FINAELF集团公司改名为道达尔（TOTAL）。
- 2004年10月4日： TOTAL的化工分支经过重组，由此诞生了Arkema集团。
- 2016 ： アルケマからアメリカのグループ Calgon Carbon への活性炭と濾過剤の販売。

CECA有限公司是Arkema有限公司的全资子公司。

### 科研中心
企业的技术创新由两个研发中心支持
- 罗纳儿阿尔卑斯（Rhône Alpes）研究中心
- Lacq研究群体